# The King's Doctor
The King's Doctor(Hangul: 마의; Hanja: 馬醫; RR: Ma-ui, dịch: Mã Y) là một bộ phim truyền hình Hàn Quốc miêu tả Baek Gwang-hyeon (1625-1697), một đại phu chữa bệnh cho ngựa nhà Triều Tiên, với sự góp mặt của các ngôi sao điện ảnh Jo Seung-woo và Lee Yo-won. Phim lên sóng ở MBC từ ngày 1 tháng 10 năm 2012 đến ngày 25 tháng 3 năm 2013 vào thứ 2 và thứ 3 vào khung giờ 21:55 với 50 tập. Vở kịch sử thi này kỉ niệm lần thứ 51 của MBC.
Phim được quay ở MBC Dramia ở Gyeonggi, The King's Doctor được chỉ đạo bởi Lee Byung-hoon, được biết đến bởi vì các bộ phim trước đây do ông đạo diễn như Thần y Heo Jun, Nàng Dae Jang-geum, Lee San, Triều đại Chosun và Dong Yi. Điều này đã đánh dấu ngành phim truyền hình Hàn Quốc đầu tiên đối với diễn viên Jo Seung-woo trong suốt 13 năm trong sự nghiệp điện ảnh.

## Nội dung
Cuộc đời của một đại phu nhà Triều Tiên chuyên chữa bệnh cho ngựa, người bắt đầu trở thành đại y đảm nhận việc chữa bệnh cho vua.

## Diễn viên

### Diễn viên chính
- Jo Seung-woo trong vai Baek Kwang-hyun
- Ahn Do-gyu trong vai Kwang-hyun lúc trẻ
- Lee Yo-won trong vai Kang Ji-nyeong
- Roh Jeong-eui trong vai Ji-nyeong lúc trẻ/Young-dal
- Son Chang-min trong vai Jet Iee
- Yoo Sun trong vai Jang In-joo
- Lee Sang-woo trong vai Lee Sung-ha
- Nam Da-reum trong vai Lee Sung-ha lúc trẻ
- Lee Soon-jae trong vai Ko Joo-man
- Han Sang-jin trong vai Triều Tiên Hiển Tông
- Kim So Eun trong vai con gái của Triều Tiên Hiếu Tông
- Jo Bo-ah trong vai Seo Eun-seo

### Nhân vật phụ
- Kim Chang-wan trong vai Jung Sung-jo
- Jeon No-min trong vai Kang Do-joon, bố của Kwang-hyun
- Choi Soo-rin trong vai Joo In-ok
- Kim Hee-sun trong vai Hoàng hậu Inseon
- Lee Hee-do trong vai Choo Ki-bae
- Maeng Sang-hoon trong vai Oh Jang-bak
- Ahn Sang-tae trong vai Ja-bong
- In Gyo-jin trong vai Kwon Suk-chul
- Jang Hee-woong trong vai Yoon Tae-joo
- Yoon Bong-gil trong vai Park Dae-mang
- Choi Beom-ho trong vai Jo Jung-chul
- Shin Gook trong vai Shin Byung-ha
- Ahn Yeo-jin trong vai Court Lady Kwak
- Lee Kwan-hoon trong vai Ma Do-heum
- Lee Ga-hyun trong vai Hoàng hậu Minh Thánh
- Joo Jin-moo trong vai Sa-am
- Uhm Hyun-kyung trong vai So Ka-young
- Park Hyuk-kwon trong vai Baek Seok-gu
- Hwang Young-hee trong vai vợ của Baek Seok-gu
- Yoon Hee-seok trong vai Seo Doo-shik
- Kim Young-im trong vai Jo Bi
- Oh Eun-ho trong vai Hong Mi-geum
- Oh In-hye trong vai Jung Mal-geum
- Seo Beom-shik trong vai Kang Jung-doo
- Im Chae-won trong vai Lee Myung-hwan
- Na Sung-kyun trong vai Park Byung-joo
- Lee Sook trong vai Choi Ga-bi
- Heo Yi-seul trong vai Park Eun-bi
- Yoo In-suk trong vai nông dân
- Han Choon-il trong vai đại y tại chuồng ngựa của vua
- Jeon Heon-tae trong vai đại y tại chuồng ngựa của vua
- Kim Ho-young trong vai Oh Kyu-tae
- Na Jae-kyun trong vai Do Seung-ji
- So Hyang trong vai Kyu-soo
- Jung Dong-gyu trong vai Shim Moon-kwan
- Kim Tae-jong trong vai Ji-pyung
- Lee Jong-goo trong vai cha dượng của Lee Myung-hwan
- Yang Han-yeol trong vai bạn của Ji-nyeong lúc trẻ
- Oh Jung-tae trong vai Doo-mok
- Kang Shin-jo trong vai Guru Uigeumbu
- Shin Joon-young trong vai Byun
- Kim Ik-tae trong vai tướng của nhà Triều Tiên
- Choi Eun-seok trong vai tướng của nhà Triều Tiên
- Ki Yeon-ho trong vai tướng của nhà Triều Tiên
- Park Gi-san trong vai tướng của nhà Triều Tiên
- Song Yong-tae trong vai tướng của nhà Triều Tiên

### Vai diễn khách mời
- Jung Gyu-woon trong vai Thái tử So Huyn
- Kyung Soo-jin trong vai Công chúa Minhoe của dòng tộc Kang
- Kyung Soo-jin trong vai Triều Tiên Nhân Tổ
- Choi Deok-moon trong vai Triều Tiên Hiếu Tông
- Kwon Tae-won trong vai Kim Ja-jeom
- Jang Young-nam trong vai vợ của Do-joon và mẹ của Kwang-hyun
- Seo Hyun-jin trong vai Jo So-yeong, sau đó là Jo Gwi-in
- Jo Deok-hyun trong vai Lee Hyung-ik
- Song Min-hyung trong vai Boo Tae-soo
- Lee Hee-jin trong vai Woo-hee
- Im Byung-ki trong vai Soo-bo, anh trai của Woo-hee
- Yoon Jin-ho trong vai Choi Hyun-wook
- Park Young-ji trong vai Hong Yoon-shik
- Kang Han-byeol trong vai hoàng thái tử, sau này là Triều Tiên Túc Tông